# Pachypanchax omalonotus
Pachypanchax omalonotus è un pesce d'acqua dolce appartenente alla famiglia Aplocheilidae.

## Distribuzione e habitat
Questa specie è diffusa in Madagascar e nelle isole vicine. Abita ruscelli e piccoli fiumi con acque tranquille, ricche di rocce, legni sommersi e vegetazione.

## Descrizione
Presenta un corpo allungato, simile al luccio: piuttosto compresso ai fianchi, con occhi grandi e bocca affusolata. La pinna dorsale è molto arretrata, opposta alla pinna anale, più lunga. Le pinne ventrali sono anch'esse arretrate. La pinna caudale è ampia, a delta. La livrea vede un colore di fondo rossastro, con ventre argentato e dorso olivastro. Le scaglie hanno bellissimi riflessi metallici azzurro-verdi. Le pinne (ad eccezione delle pettorali, semitrasparenti) sono bruno-rossastre. 
 Raggiunge una lunghezza massima di 9,5 cm.

## Riproduzione
Non è un killifish stagionale. La fecondazione è esterna, le uova sono deposte sul fondo.

## Acquariofilia
È una specie allevabile in cattività, ma difficile da mantenere, poiché è particolarmente sensibile alle caratteristiche chimiche dell'acqua.